# Dorothy Levitt
Dorothy Elizabeth Levitt, nascuda com a Dorothy Elizabeth Levi (Hackney, Londres, 5 de gener de 1882 – Marylebone, Londres, 18 de maig de 1922), va ser una pilot d'automobilisme britànica. Levitt va ser una pionera de renom en diverses àrees socioesportives com ara la conducció femenina, l'automobilisme o la motonàutica. Va ser la competidora més reeixida de Gran Bretanya, motonauta victoriosa, posseïdora del rècord aquàtic de velocitat i del rècord femení en terra. Va ser descrita com la primera anglesa a competir en una prova de motor, si bé la francesa Camille du Gast ja havia participat en la carrera de París a Berlín dos anys abans. Així, doncs, amb la seva imatge de soltera independent y privilegiada, que vivia a l'oest de Londres amb els seus amics i es dedicava a les carreres, fou també una icona de l'emancipació femenina.
Levitt va ser coneguda com a escriptora d'automoció, periodista i activista. El 1905 va establir el rècord de distància femení en conduir un De Dion-Bouton de Londres a Liverpool en un recorregut d'anada i tornada en dos dies. Més tard, aquest mateix any, va establir el rècord de velocitat femení en terra a la ciutat de Brighton i l'any següent el va elevar a 146,26 km/h en la prova de velocitat de Blackpool (Blackpool Speed Trial). Per això va ser anomenada per la premsa «la noia més ràpida del món» i «la Pilot Automobilista Campiona del Món».

## Primers anys
Levitt va néixer sota el nom Dorothy Elizabeth Levi (o Elizabeth Levi, Elizabeth Levit, o Dorothy Elizabeth Levitt) en Hackney, en 1882, com a jueva sefardita. Va ser la filla de Jacob Levi, comerciant de te o agent comissionista en Colvestone Crescent, i Julia Raphael, tots dos nascuts a Aldgate, Londres.

Abans de la seva participació en l'automobilisme, Levitt ja era coneguda com una destacada amazona. Inicialment, va ser contractada com a secretària de l'empresa Napier & Son a Vine Street, Lambeth, dirigida per Selwyn Edge, que el 1899 es diversificava per començar a fabricar cotxes, en un moment en què la indústria del motor britànica era molt incipient, tot just iniciava el seu desenvolupament, i les curses de motor s'havien de fer en terrenys privats.

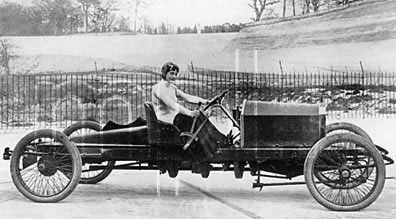
Dorothy Levitt en un Napier de 26 CV a Brooklands, 1908

Edge conduïa cotxes Napier en carreres de motor amb finalitat publicitària, i va promoure la carrera de Levitt en l'automobilisme. Després d'una formació de sis mesos a París, en què es va familiaritzar en la construcció, la mecànica i la conducció de cotxes, li va proporcionar els cotxes per promocionar la marca, tant Napier Cars, com Gladiator i De Dion, de les quals Edge era l'agent britànic.
En tornar a Londres, Levitt va començar a ensenyar a les dones a conduir, entre les quals la Reina Alexandra i les princeses reials, altres dames de la noblesa i turistes americanes.

## Motonàutica

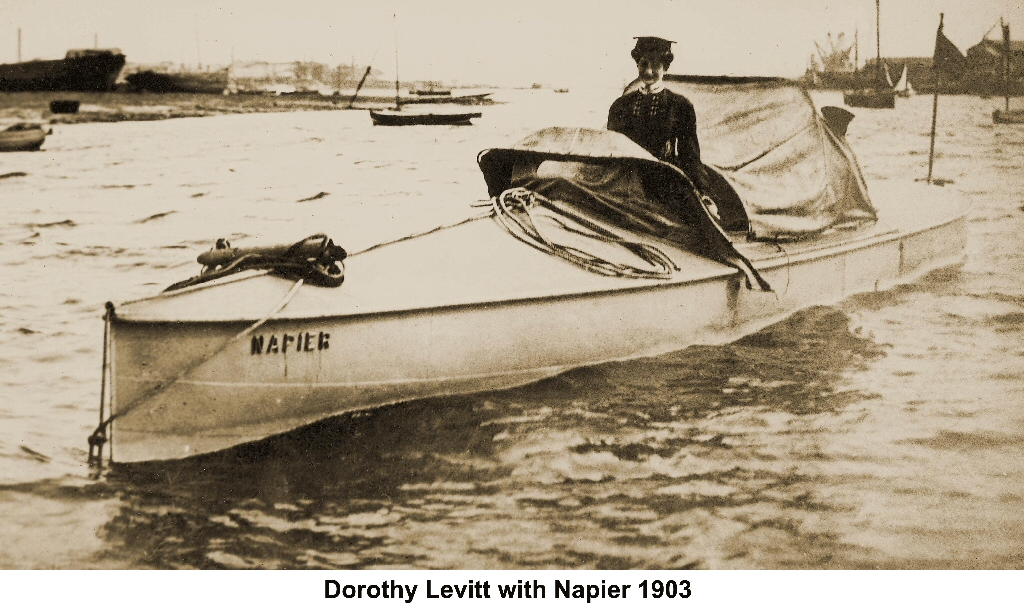
Dorothy Levitt conduint una llanxa motora Napier, 1903

El juliol de 1903, Levitt va guanyar la carrera inaugural del Trofeu Britànic Internacional Harmsworth (British International Harmsworth Trophy) per a llanxes motores a Cork Harbour, Irlanda, derrotant el rival francès Trefle-A-Quatre. Establia el primer rècord mundial de velocitat sobre l'aigua en aconseguir 19,3 mph (31,1 km/h ) en una llanxa de la marca Napier, amb casc d'acer, 12,2 metres d'eslora, motor de 75 CV i una hèlix de 3 fulles.
L'agost de 1903, Levitt va pilotar la llanxa ràpida Napier a Cowes i va guanyar la carrera. Després va ser requerida en el iot real pel rei Eduard VII, que la felicità pel seu coratge i habilitats; van conversar, entre altres coses, del rendiment del motor i del seu potencial per a ser utilitzat per l'exèrcit.
A l'octubre de 1903 va tornar a Trouville amb la llanxa Napier i va guanyar el Campionat de les Mars (Championship of the Seas). El govern francès, igual que havia fet el rei Eduard VII, va reconèixer el mèrit del disseny de la llanxa i la va comprar per 1000 lliures esterlines.

## Automobilisme

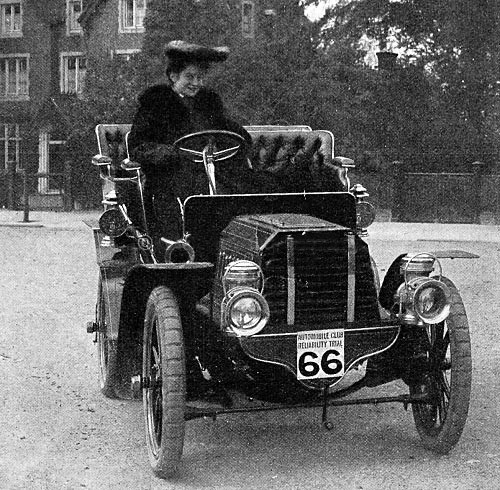
Dorothy Levitt i l'automòbil Gladiator de 12 hp que va conduir el 1903 en diverses proves de resistència.

L'experiència introductòria de Levitt competint en una cursa de motor va tenir lloc l'abril de 1903, la primera dona anglesa que ho va fer. No va figurar entre els guanyadors del premi, però va determinar que milloraria. Va escriure a la seva columna periodística: «Primera anglesa a prendre part en una competició d'automobilisme. No vaig guanyar. Ho faré millor la pròxima vegada».
Al maig va pilotar la versió de 16 CV en les quatre-centes milles de Glasgow a Londres, perdent només sis punts d'un màxim possible de 1.000 per un problema amb els pneumàtics del vehicle.   Levitt es va convertir en la primera dona britànica que participava en una competició de velocitat quan va debutar en les proves de velocitat de Southport (Southport Speed Trials).
El setembre de 1904, Levitt va conduir un automòbil De Dion de 8 cavalls de força en la prova 1000 Milles per a Autos Lleugers de Hereford (Hereford 1000 Miles Light Car Trial) completament sola, sense mecànics. En el seu diari escrigué "...vaig fer-ho tot jo mateixa sense parar durant cinc dies". Només els problemes mecànics que va tenir l'últim dia de la competició van evitar que guanyés la medalla d'or atorgada al triomfador. A l'octubre va guanyar dues medalles en la Prova de Velocitat de Southport (Southport Speed Trials), a Blackpool, conduint un Napier de 50cv o 20cv.

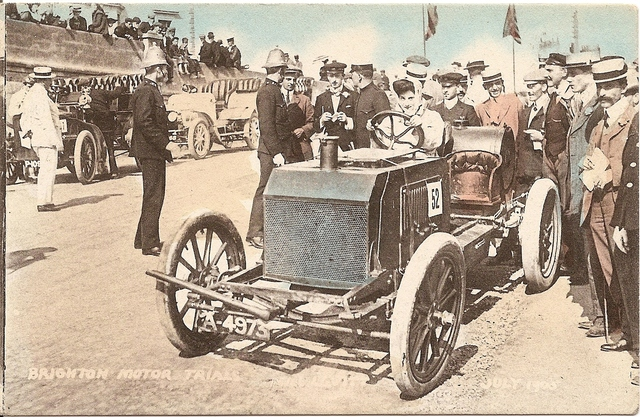
Dorothy Levitt conduint un Napier en la inauguració de la Prova de Velocitat de Brighton (Brighton Speed Trials) al juliol de 1905, on va establir un nou rècord femení de velocitat de 79.75 mph (aprox. 128,35 kph), va guanyar en la seva categoria i va guanyar el trofeu Autocar Challenge Trophy

L'any següent, al 1905, Levitt establia un nou rècord per al «recorregut més llarg fet per una dona», en conduir un De Dion-Bouton de 8cv de Londres a Liverpool i de retorn en dos dies, sense l'ajuda d'un mecànic En el seu diari va escriure que havia mantingut una velocitat mitjana de 20 mph (aprox. 32,19 kph) al llarg de la distància total de 661 km. Al maig va guanyar una carrera sense parades en la Prova d'Escòcia (Scottish Trials) conduint la seva De Dion de 8 cv.

El moment més important per a Levitt en l'any 1906 va ser la seva participació en la Prova de Velocitat de Blackpool, a l'octubre, quan va trencar el seu propi rècord de velocitat, establert a Brighton un any abans, aquesta vegada amb un registre de velocitat de 146.25 km/h. 

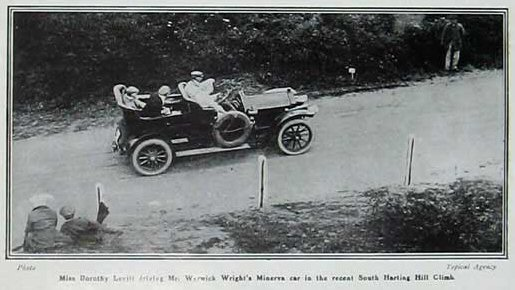
Dorothy Levitt porta a Warwick Wright i convidats en el seu automòbil Minerva durant la carrera de muntanya de South Harting, en West Sussex, el 1907.

El 1907, el circuit de Brooklands acabat d'estrenar no va acceptar la seva inscripció, i va continuar rebutjant el registre de dones fins a l'any següent. Per això Levitt va decidir enfocar-se a Europa, aconseguint grans èxits a França i Alemanya conduint per a Napier. Al maig, va acabar segona de la Competició d'Exhibició de la Prova de Velocitat de Bexhill-on-Sea, que circulava al llarg de la costa, conduint el seu De Dion de 8 CV. Al juny va guanyar una medalla d'or en la Carrera Trofeu Herkomer, de 1.818 quilòmetres de recorregut efectuada a Alemanya, on va acabar en el quart lloc general entre 172 competidors, i en el primer de dones en totes les competències. En el seu diari va quedar registrat que va conduir «un Napier amb motor de sis cilindres i 60 CV. Hi havia 42 automòbils amb màquines molt més grans que la que jo conduïa». A l'octubre va guanyar la seva categoria en la pujada de muntanya de Gaillon, a França, conduint un Napier de 40 CV i sis cilindres.
El seu calendari en 1908 va ser molt intens i reeixit i a Brooklands es va permetre la participació de dones. Al juny va conduir un Napier de 45 hp per a guanyar el trofeu de plata en la Prova Trofeu Herkomer (Herkomer Trophy Trial) a Alemanya. Al juliol el seu cotxe va ser el segon més ràpid d'entre més de 50 competidors en la pujada de muntanya d'Aston Clinton, a Buckinghamshire. A l'agost va competir en la pujada de muntanya de la Côte du Calvaire, a Trouville, França.

## Pionera en l'aviació

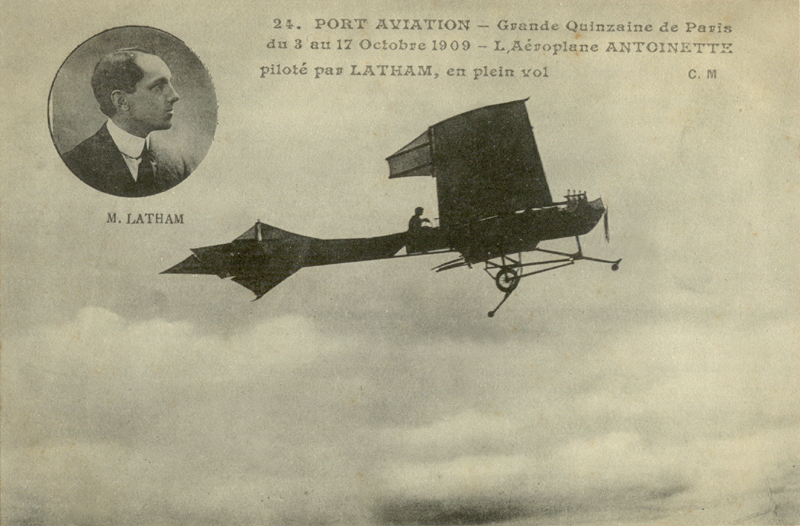
Hubert Latham i el seu monoplà "Antoinette IV" en la Gran Quinzaine de Paris, efectuada del 3 al 17 d'octubre de 1909. Aquest és el tipus d'avió en el qual Dorothy Levitt va intentar obtenir la seva llicència d'aviadora.

El 1909 Dorothy Levitt va intentar obtenir la llicència d'aviadora a l'escola d'aviació Hubert Latham, a Châlons Camp Mourmelon-le-Grand, a França. Ho va intentar juntament amb Marie Marvingt i la baronessa Raymonde de Laroche. Levitt va ser membre del Club Aeri del Regne Unit (The Aero Club of the United Kingdom) al gener de 1910 i va oferir una xerrada el març de 1910 sobre la seva experiència d'aprenentatge de vol. Després d'aquesta data, no se sap res més de Dorothy Levitt.

## Periodisme i publicacions
Levitt va ser el màxim exponent del «dret femení a conduir» i el 1909 va publicar el llibre La dona i l'automòbil: un petit manual per a totes les dones que competeixen en automobilisme o desitgen fer-ho (The Woman and the Car: A Chatty Little Hand Book for Women Who Motor or Want to Motor), basada en la seva columna periodística publicada a The Graphic. També va oferir moltes conferències per animar les dones a conduir. Alhora, intentà contrarestar els tòpics sobre les dones mecànicament ignorants.

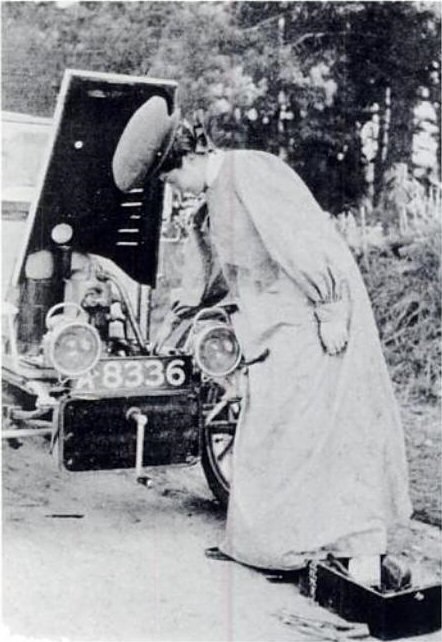
Dorothy Levitt mostra com preparar el carburador, vestida amb una gavardina de treball dissenyada per ella mateixa.
Fotografia feta per Horace Nicholls, per a il·lustrar la columna de Levitt en el The Graphic i The Woman and The Car. c. 1909

### El retrovisor
En el seu manual automobilístic publicat el 1909 va deixar escrit que les dones haurien de «portar un petit mirall de mà en un lloc convenient quan condueixin», perquè «puguin aixecar-lo de tant en tant per a veure cap endarrere quan condueixin enmig del trànsit»; i així va inventar el mirall retrovisor abans que aquest fos introduït pels constructors d'automòbils el 1914 i un o altre se n'adjudiqués la idea. També va suggerir a les dones que viatjaven soles la conveniència de dur un revòlver.

## Mort
La vida de Dorothy Levitt després de 1910 no es troba documentada actualment; va morir el 17 de maig de 1922 a Marylebone.